# Hölsch Plott
Hölsch Plott (Hülser Platt) ist die Mundart des Krefelder Ortsteiles Hüls. Die Stadt Krefeld liegt sprachhistorisch im niederfränkischen Mundartraum. Innerhalb des Niederfränkischen verläuft durch Krefeld die sogenannte Uerdinger Linie (auch ik/ich-Linie genannt), die das Südniederfränkische vom Nordniederfränkischen trennt.

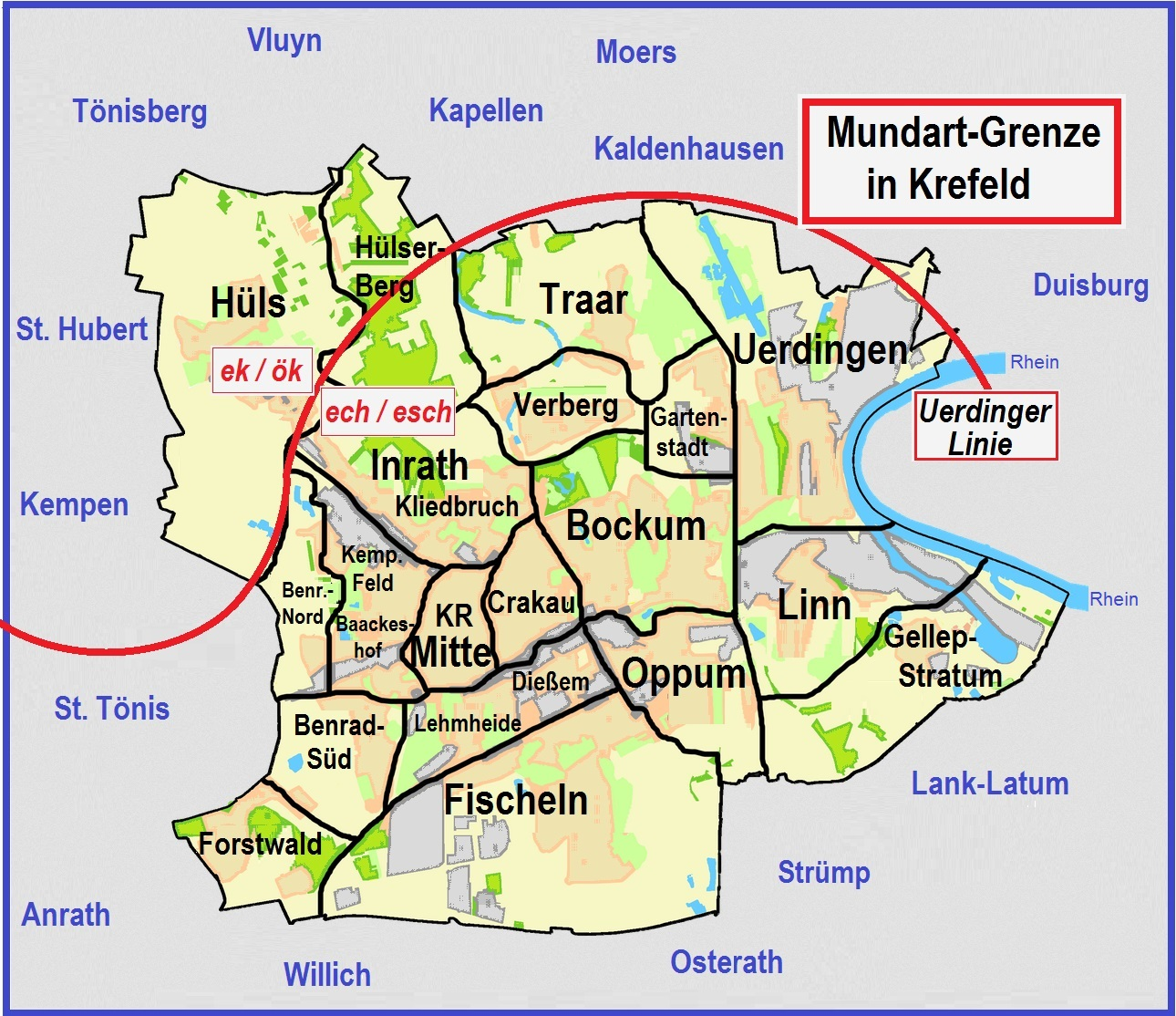
Uerdinger Linie - ek/ech-Grenze - im Verlauf der Stadt Krefeld

## Der Name des Ortes
Der Name Hüls ist eine Ableitung vom niederfränkischen Wort „Hulis“ für den im Mittelalter im Hülser Bruch häufig vorkommenden Hülsdornstrauch, auch als Stechpalme oder Ilex bekannt. Urkundlich erwähnt wurde Hüls erstmals im Jahre 1112. Das Rittergeschlecht der Herren von Hüls regierte die Herrlichkeit Hüls von der Burg Hüls aus bis ins 16. Jahrhundert, wo im Jahre 1565 die letzte Hülser Herrin, Katharina und ihr Gemahl, der Ritter Godert Haes von Conradsheim zu Sollbrüggen, ohne Leibeserben verstarben.
Hüls war bis 1970 eine eigenständige Gemeinde im Kreis Kempen-Krefeld, ab 1970 Stadtteil der westlich gelegenen Stadt Kempen. 1975 erfolgte die Eingemeindung nach Krefeld.

## Hölsch Plott– Eigenarten
Hülser Platt hat viele Gemeinsamkeiten mit dem Krefelder Stadtdialekt, auch in der „Sprachmelodie“ – allerdings noch mehr Ähnlichkeiten zu den Mundarten der Nachbarstadt Kempen und deren Ortsteilen St. Hubert und Tönisberg, die ebenfalls nicht als Niederfränkisch gelten.
In Hüls benutzt man „ek“ (gelegentlich „ök“) für „ich“ und man sagt zum Beispiel:
- ek bön önen Hölsche (oder so ähnlich) : ich bin ein Hülser

In den Nachbarorten Kempen, St. Hubert und Tönisberg spricht man ebenfalls „ek“ :
- ek bön ene Zintuppische (oder so ähnlich): ich bin ein Sankt-Huberter

In Krefeld und den südlichen Stadtteilen sagt man stattdessen „esch“ für „ich“:
- esch ben ene Krieewelsche (oder so ähnlich): ich bin ein Krefelder

Im Niederfränkischen gibt es (wie im Englischen und Niederländischen) nur die Einheitsform „mich/mesch, dich/desch“ für mir und mich bzw. dir und dich:
- hä hät mesch enem Brief jeschri-eewe. (er hat mir einen Brief geschrieben.)
- wat hät dä Ke-äl för desch jeseit? (was hat der Kerl für dich - zu dir - gesagt?)
- kannsse mesch jet mötbrenge? (kannst du mir etwas mitbringen?)

Typisch für die Hülser Mundart sind des Weiteren:
- die Vorliebe für die Benutzung des Umlautes „Ö“

ek bön önen Hölsche (ich bin ein Hülser)
öt ös döks jeloore wat niet stömmp (es ist oftmals gelogen was nicht stimmt)
- die Tendenz, den Vokal „A“ als „offenes O“ manchmal als Schleife mit einem anderen Vokal zu sprechen:

Hochdeutsch: Der Mann mit dem Fahrrad fuhr an der Kante entlang
Hülser Platt: Dä Mo-an  möt dat Fo-arrod fuhr longes de Kont (Kont mit offenem O, mit geschlossenem O würde es „Gesäß“ bedeuten !)
in Krefeld sagt man stattdessen: Dä Mann möt dat Fahrrat fuhr langes de Kant
- gelegentlich eine Gleitsilbe, etwa „…er“, einzuschieben (wie im Niederländischen geläufig), wenn dadurch das vorherige mit dem nachfolgenden Wort eleganter verbunden werden kann, zum Beispiel:

doa kömmder eene – anstelle von : doa kömmt eene (da kommt jemand)
do bösser mesch ävvel en Döppe – anstelle von: do bös mesch ävvel en Döppe
Hochdeutsch: du bist mich – mir - aber ein Tölpel (Döppe = großer Krug)
- Mundartlaute, die sich mit den Buchstaben der Deutschen Sprache nicht eindeutig darstellen lassen, werden in der Schreibweise verändert oder gelegentlich als sogenannte Diphthonge mit Dehnungs-Strichen versehen:

Hochdeutsch: da oben im Himmel wüssten sie gerne wie das Leben auf der Erde so ist
in Mundart oft benutzte Schreibweise: do-e bo-ave en dän Hi-emel wü-ete se je-är wie dat Le-äve op de E-äd su-e ös
manche Mundartautoren schreiben allerdings ohne Bindestrich: doe bove en dän Hiemel wüüte se jeär wie dat Leäve op de Eäd suue ös
Im Nordniederfränkischen wird ein auslautendes „n“ zumeist mitgesprochen. In der Hülser Mundart wird dieses „n“ aber verschluckt.
- senge (singen), kloppe (klopfen), koope (kaufen)

Folgt jedoch ein Wort das mit einem Vokal oder einem „h“ beginnt, wird das auslautende „n“ mitgesprochen:
- we-i sengen en Liddche (wir singen ein Liedchen) – aber: we-i senge tesaame (wir singen miteinander)

## Grammatik
In der Grammatik weist Hölsch Plott bestimmte Merkmale auf:
- Beim männlichen Artikel heißt es z. B. dä Käel (der Kerl), aber dän Uohme (der Onkel), dän Alde (der Alte)
- Beginnt das Folgewort mit einem Vokal oder einem „h“, so wird daran ein „n“ angehängt. Falls es allerdings mit einem „b“ beginnt, wird anstelle des „n“ ein „m“ angefügt.

es heißt z. B. däm Boom (der Baum) , auch dän aldem Boom (der alte Baum)
däm Bott (der Bote), dän Hölschem Bott (der Hülser Dorfbote)
- der sächliche Artikel ist immer „dat“ (dat Weet für das Kind). Der weibliche immer „die“ (die Aal für die Alte).

Ein auslautendes „nd“ wird meist zu „nk“ (Mehrzahl „ng“) ein „nt“ zu „ng“ umgeformt:
- Hund wird zu Honk, Wind zu Wönk, Kind zu Kenk, Wand zu Wonk (offenes „o“)
- am Ende wird zu an`t Eng, hinten wird zu henge, ein Blinder wird zu enem Blönge.

Für manche Ausdrücke gibt es mehrere Bezeichnungen, zum Beispiel:
- hinten = henge oder eite (von „achtern“)
- Kind = Kenk oder Blaag oder Weet (witte Weeterkes = Kinder die zur ersten Kommunion gehen)

In bestimmten Zusammenhängen werden die Geschlechter vertauscht.
- mein/dein Vater wird zu „meine Vater“, meine/deine Mutter wird zu „mein/dein Mutter“

Hülser Platt: min Mamm hät für mesch jeseit, dinne Papp dat wü-er ene Stärk Helmes
Hochdeutsch: meine Mutter hat zu mir gesagt, dein Vater wäre ein Aufschneider
Auch für das Wörtchen uns/unser gibt es eine spezielle Sprechweise:
- oos Mamm (unsere Mutter) , oos Weet, oos Kenk (unser Kind)
- osse Papp – mit weichem Doppel-ss! - (unser Vater)
- ossen Honk – mit weichem Doppel-ss! - (unser Hund)

Typisch für Hölsch Plott sind die „tu“- und „bin am“-Formen, die im Hochdeutschen verpönt sind. Sie werden verwendet, wenn eine fortdauernde Handlung beschrieben wird oder eine Aufforderung bzw. eine Frage dahinter steht: 
- Ek bön jet am duon. (Ich bin etwas am tun – bin gerade dabei es zu tun)
- Dun mesch ens dat Bier erü-ever (Tu mir mal das Bier herüber – reich mir mal das Bier)
- Deesse noch jät eäte ? (Tust du noch etwas essen ?)

## Unterscheidungen zu Nachbardialekten
Obwohl Hölsch Plott – wegen der ek/ech-Differenzierung – zum Nordniederfränkischen zählt, gibt es dennoch Unterschiede zu den weiter nördlich liegenden Orten am Niederrhein (wie Geldern, Kleve, Moers oder rheinübergreifend Duisburg). Zum einen ähnelt der Hülser Tonfall eher der Krefelder oder Kempener Mundart, zum anderen wird in Hüls anlautendes „g“ nicht wie im Nordniederfränkischen sonst üblich zu „Rachen-ch“, sondern zu „J“ verändert (wie im Krieewelsch und auch im ripuarischen Kölsch üblich); manchmal ist davon auch ein eigentlicher „K“-Laut betroffen, der dann als „J“-Laut gesprochen wird:
- Hölsch Plott: jemaak jemaak öt össer noch jene als Meester von dän Hi-eemel jefolle
- Hochdeutsch: Nur ruhig (gemächlich) es ist noch keiner als Meister vom Himmel gefallen

Zum Vergleich die Lautung vom nördlichen Niederrhein:
- Chemaag, chemaag, et es noch keene as Meester van den Heemel chefalle.

Wie sich von Ort zu Ort die Mundarten geringfügig verändern, zeigt folgendes Beispiel – wobei häufig die Anrede in der etwas altertümlich erscheinenden Form der „dritten Person“ gewählt wird (sogenannte Höflichkeitsform):
- Hochdeutsch: Ich verstehe Sie nicht (Euch nicht), Sie müssen (Ihr müsst) ein wenig lauter sprechen
- Duisburg-Beeck: Ek verstohn enk nit, chet möttn en betjen hadder spreken
- Duisburger Platt: Ek verstohn u nit, chi mött en betzken hädder spräken.
- Moers: Ek verstonn au nit, che mot en betchen hatter kallen
- Hüls: Ek versto-an öch niet, je mutt en betsche hatter kolle
- Krefeld: Esch verstohn ösch niet, sche mutt en bettsche hatter kalle

Hölsch Plott ist innerhalb des Gebiets der historischen Tonakzentgrenze.

## Einflüsse aus dem Französischen
Weitere Einflüsse auf die Hülser Mundart stammen aus der Zeit der französischen Besetzung des Niederrheins zum Ende des 18. Jahrhunderts. Eine Reihe von Vokabeln aus dem Französischen wanderte als Lehnwörter in die örtliche Mundart, so zum Beispiel:
- Trottewar (Bürgersteig)
- Paaplü  (Regenschirm)
- Balljeäre (Barriere, Bahnschranke)
- expri-e!  (extra! besonders frech!)
- Bredullje (Bedrängnis)
- Etaasch (Etage)
- Klüür (Farbton)
- Kuraasch (Courage)

## Breetlook
Eng verbunden mit der Hülser Mundart und nicht wegzudenken aus dem Hülser Fasteloovend (Karneval) sind die Figur der „Trina“ und der Karnevalsruf „Breetlook!“
Nach der Überlieferung wollte im Dreißigjährigen Krieg eine feindliche Reiterhorde den Ort überfallen. Da die Hülser Landwehr nur mit wenigen Männern besetzt war, griffen die Hülser Marktweiber (Trinas) zu einer List: Sie warfen haufenweise Porree-Stangen (Suppengrün = Breetlook) den Pferden der feindlichen Reiter vor die Hufe, so dass diese ausrutschten, stürzten und der Feind von den Hülser Burschen mit Knüppeln und Mistgabeln vertrieben werden konnte.
Laut Zeitzeugen des Zweiten Weltkrieges soll der Ausruf „Breetlook!“ unter Soldaten zur Übermittlung der Hülser Herkunft verwendet worden sein, um regionale Neuigkeiten auszutauschen.

Lage des Rhein-Maasländischen – siehe Testament des Mathys von Hüls

## Mittelalterliche Hülser Schriftdokumente
Aus der Zeit ab dem 14. Jahrhundert gibt es aus der Herrlichkeit Hüls überlieferte Dokumente in einer Sprache, die heute grenzübergreifend als Rhein-Maasländisch bezeichnet wird.
Rheinmaasländisch war eine Schrift- und Kanzleisprache der gehobenen Stände im Rhein-Maas-Dreieck, die sich im niederfränkischen Sprachraum herausgebildet hatte und allmählich Latein als Schriftsprache verdrängte. Diese geschriebene Sprache unterschied sich aber in Stil und Ausdrucksweise durchaus von der gesprochenen Sprache des gemeinen Volkes, dem örtlichen Platt. Hier als Beispiel der Auszug aus einer Erbteilung im Jahre 1363 zwischen den Rittern Matthias von Hüls und seinen Brüdern Geldolf und Johann:
- Ich Mathys van Hulß, Herren Walravens Soen…doen kundt und kendlich allen Luiden onder mynem Siegel…dat ich mit volcomenen Rade ind Wille miner maege ind geleken mit Geldolp ind mit Johan, minen Broederen…so waer ind so wat kunne rechten gelegen sien, die my van minem Vader angestorven sien ind hierna von miner Moder Frouwe Stynen van Hulß ansterven ind fallen moegen na oeren Dode…Sall ich hebben ind behalden den Hof an dem Eynde gelegen in dem Kirspell van Hulse buiten ind bynen mit Artlande, Paschen, Garden, Weyden ind all sinen Tobehoren van Alts und van Nu… (Mit „Hof an dem Eynde“ war gemeint die am nördlichen Ende des Ortes damals gelegene Papenburg, die später mit zugehörigem Land an die Grafen von Moers kam.)

## Mundart-Pflege
Bis zum Zweiten Weltkrieg war Hülser Platt die von den meisten Hülsern gesprochene Muttersprache.
Noch die ersten Nachkriegsjahrgänge konnten Platt sprechen und verstehen. Heute wird Platt in der Regel nur noch von älteren Leuten untereinander gesprochen, sowie auf „Fasteloovend“ (Karneval), in Bühnenauftritten und in Mundartzirkeln gepflegt. Auch gibt es in Hüls eine reichhaltige Mundartliteratur und Mundartlieder (insbesondere des im Jahre 1952 verstorbenen Dichters Heinz Fenners), sowie jährlich erscheinende „Heimatblätter“ des Hülser Heimatvereins, in denen Geschichte, Brauchtum und Mundart in Erinnerung gehalten werden.

## Die „neue“ „Mundart“: Regiolekt
Anstelle von Platt beginnt sich eine andere Umgangssprache durchzusetzen, von den Sprachwissenschaftlern als Regiolekt bezeichnet: das sogenannte Niederrhein-Deutsch, das zum Beispiel Hanns Dieter Hüsch, das „schwarze Schaf vom Niederrhein“ in seinen Auftritten pflegte (auch wenn er einige Verse auf „Grafschafter Platt“ – seinem  Heimatidiom aus dem Moerser Raum – verfasste).
Auch einige Mundartdichter im Kempen-Krefelder Raum schreiben gelegentlich in dieser neuen Mundart, denn wenn sie alles auf Platt schrieben, würde nur eine begrenzte Anzahl Plattkundiger ihre Bücher lesen.
Typisch für Regiolekt sind bestimmter Satzkonstruktionen, die an das zurückgedrängte Platt erinnern, z. B.:
- Es geht sich darum, dass... es dreht sich darum, dass...(Platt: et jeht sich dröm, dat...)

Korrektes Hochdeutsch wäre: Es geht darum, dass...
Das Niederrhein-Deutsch zeichnet sich weiter aus durch „Vereinfachungen“ in der Aussprache und „Zusammenfassen“ von Wörtern oder Wortbestandteilen:
- Hochdeutsch: Hast du etwas, dann bist du etwas, dann kannst du etwas – schau nur dass du damit weit kommst !
- Niederrhein-Deutsch (Regiolekt): Hasste wat dann bisste wat dann kannsse wat – kuck nur datte damit weit komms !
- Hülser Platt: Hässe jet, dann bösse jet, dann kannstde jet – kieck maa datte domöt wiet kömms !

An diesen Beispielen ist zu erkennen, dass der Regiolektsprecher sich zwar an der Deutschen Standardsprache orientiert – allerdings in Satzbau und Wortstellung folgt er der Mundart. Der Tonfall (der „Singsang“) des Regiolektes ähnelt unterschwellig der Sprechmelodie der örtlichen Mundart. Die sprachliche Intonation in Hüls ist eine andere als in Düsseldorf oder Kleve, auch wenn der Sprecher sich bemühen würde, Hochdeutsch zu sprechen.
Je mehr die „Niederrhein-Deutsch-Sprecher“ zwanglos unter sich sind, je ausgeprägter wird Regiolekt benutzt.  Je mehr die Sprecher sich in einer förmlichen Umgebung oder in einer Gesprächsrunde mit Fremden befinden, je weniger ausgeprägt wird Regiolekt benutzt – Platt wird dann ganz vermieden, selbst wenn man es könnte. Und der am Gespräch beteiligte Hülser (oder Krefelder oder Kempener) wird meinen, dass er selbst „gepflegtes Hochdeutsch“ spricht – doch an seinem Tonfall wird man ihn erkennen. Das fast vergessene örtliche Platt hat darin seine Spuren hinterlassen.

## Literatur

Grünes Meerblatt - Ortswappen von Hüls, u. a. verwendet auf den Umschlägen der Hülser Heimatblätter